# Equador nos Jogos Pan-Americanos de 1951
O Equador competiu nos Jogos Pan-Americanos de 1951 em Buenos Aires de 25 de fevereiro a 10 de março de 1951. Conquistou uma medalha de ouro.

## Medalhistas
| Atleta            | Esporte        | Evento                            | Medalha |
| ----------------- | -------------- | --------------------------------- | ------- |
| Jacinta Sandiford | Atletismo      | Salto em altura - feminino        | Ouro    |
| Augusto Cires     | Tiro esportivo | Carabina deitado 50 m - masculino | Bronze  |

| Esporte        | Medalha de ouro | Medalha de prata | Medalha de bronze | Total |
| Atletismo      | 1               | 0                | 0                 | 1     |
| Tiro esportivo | 0               | 0                | 1                 | 1     |
| Total          | 1               | 0                | 1                 | 2     |